# Территориальная оборона Боснии и Герцеговины
Территориальная оборона Боснии и Герцеговины (босн. Teritorijalna odbrana Bosne i Hercegovine, серб. Територијална одбрана Босне и Херцеговине) — составная часть вооружённых сил СФРЮ, де-факто первая организационная структура вооружённых сил боснийских мусульман, предшественница современных Вооружённых сил Боснии и Герцеговины.

## История
После ввода советских войск в Чехословакию в августе 1968 года в Югославии была принята новая военная доктрина о тотальной народной обороне, согласно которой любой гражданин СФРЮ, оказывающий сопротивление агрессору, является полноправным членом югославских вооружённых сил. В республиках и провинциях началось создание региональных штабов ЮНА.
С 1991 по 1992 происходил процесс интеграции различных мусульманских военизированных подразделений на основе ТО.
20 мая 1992 года ТО была переименована в Армию Боснии и Герцеговины.

## Командный состав
- Полковник Хасан Эфендич, командующий
- Полковник Степан Шибер, начальник штаба
- Полковник Йован Дивьяк, заместитель начальника штаба